# 大英百科全书
（中国大陆旧译《大英百科全书》）是由私人大英百科全書出版社所出版的英語百科全書，被认为是当今世界上最具权威的百科全书，是英語世界俗稱的ABC百科全書之一。大英百科全書的條目由大約100名全職編輯及超過4000名專家編寫而成。它被普遍認為是最有學術性的百科全書。
《大英百科全書》是現存仍然發行的最古老的英語百科全書。它於1768年至1771年間在英國爱丁堡首次問世，立刻受到讀者歡迎，且出版規模日漸擴大。平均13年左右出一次新版（p. 145）。1801年的第三版冊數已達21。隨著其地位的日益提高，作者團隊招賢納士也變得更加容易。1875年至1889年間的第9版和1911年的第11版被認為是學術與文學風格兼并的標誌性百科全書。從第11版起，《大英百科全書》的條目趨於精簡，以進軍北美市場。1933年，《大英百科全書》采取「連續性修訂」政策，即不斷再版並定期更新條目。經過70多年的時間洗禮，《大英百科全書》的數量規模已保持穩定，字數維持在4千萬上下，涵蓋約50萬個主題。20世纪80年代起，大英百科全書出版社與中国大百科全书出版社合作出版了《大英百科全書》的簡體中文版。1994年正式發行的《大英線上百科全書》（Encyclopedia Britannica Online）除包括實體書内容外，还包括最新修訂和大量實體書中没有的文章，可檢索詞條達到98,000個，收錄了322幅手繪線條圖、9,811張照片、193幅國旗、337幅地圖、204段影片、714張表格等豐富内容。雖然在1901年它的出版地變更為美國，《大英百科全書》依然保留了英式英語的拼寫規則。
與其他百科全書一樣，《大英百科全書》也面臨著財政窘境。另一方面，某些早期條目被批評不準確、有失偏頗，或者編者的資歷不足。雖然管理層曾對這些批評作出回應，但部份現今的版本內容的準確性仍然受到質疑。

## 历史

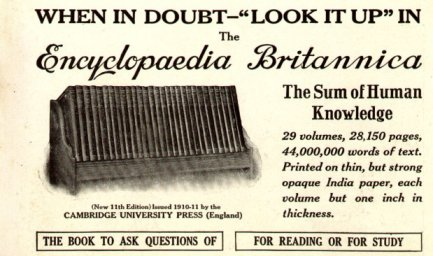
1913年第11版《大英百科全书》的广告

《大英百科全书》（又名「大不列顛百科全書」）是苏格兰启蒙运动的产物，当地的书商和印刷工人科林·麦克法卡尔（Colin Macfarquhar）和雕刻家安德鲁·贝尔（Andrew Bell）决定以“绅士协会”的名义发表一套工具书。他们聘请了当时28岁的威廉·斯梅利，以200英镑为报酬，讓他编辑一部三卷、共100章的《大英百科全书》。第一卷于1768年12月出版，售价六便士。1771年，三卷全部完成，總計2391页（包括160幅铜板雕刻），一共發行3000套。三卷的篇幅相近，分为、和。由於《大英百科全書》的篇幅很長，價格自然較高，曾有一段時間，擁有大英百科全書是貴族的身份象徵。
由于第一版相当成功，因此麦克尔法尔和贝尔决定做更大的第二版。又因斯梅利拒绝继续编辑，因此麦克法卡尔不得不親自出馬。第二版共10卷，8595页，于1777年至1784年間出版。
然而，直到1788年至1797年间出版的第三版才真正达到了百科全书的规范要求。此版开始的编辑是麦克法卡尔，他去世后由乔治·格雷戈续任。第三版共18卷，（含2个补充卷），有16,000多页。此版也包括格雷戈聘请专家和学者特别为《大英百科全书》撰写的文章。
第九版奠定了《大英百科全书》成为世界上最重要的工具书之一的基础:145。
至第十版止，《大英百科全书》的重要文章的篇幅往往比现代的百科全书来得长，且更具学术性。19世纪里《大英百科全书》的文章大多有当时的最新发明成就。
通常认为法国的《百科全书，科学、艺术和工艺详解词典》是《大英百科全书》的范本，不过后者的内容要保守得多。
此后的版本多为献给在位的英国国王或女王的。
在第四版到第六版中，文章作者包括许多知名的苏格兰和英格兰学者，如威廉·黑兹利特、约翰·斯图尔特·密尔、托马斯·罗伯特·马尔萨斯、大卫·李嘉图、司各特等。托马斯·杨在他关于埃及的文章中附加了他翻译的羅塞塔石碑上的埃及象形文。
19世纪20年代末，爱丁堡的布莱克兄弟的出版社收购了《大英百科全书》的版权，他们出版了第七版和第八版。第九版也被称为“学者版”，于1875年至1889年间出版，涵括众多著名作者写的、非常深奥的学术性文章。有人称此版为英语百科全书历史上的顶峰，当时有英国人认为，该书的权威性“仅次于上帝”。
1895年，布莱克将出版社移至伦敦。
1901年，《大英百科全书》的版权转入《泰晤士报》报社。第十版共11卷，新增了地图和目录卷，实际上是对第九版的一个补充。1897年至1922年间由美国人胡帕（Horace Everett Hooper）担任主编。1909年的第11版起，剑桥大学协助《大英百科全书》编辑出版。
1910年至1911年间出版的第十一版基本上是对《大英百科全书》的重写，它被看作是《大英百科全书》的经典版，同时它也表明了其新出版商的新目标。为了吸引读者和增加销售量，这一版的文章在保持学术严谨性的同时追求更高的可阅读性，内容变得短小精悍。作者团队包括英國生物學家湯瑪斯·亨利·赫胥黎、英國哲學家阿爾弗雷德·諾思·懷特黑德、英國詩人阿爾加儂·查爾斯·斯溫伯恩及俄國革命家彼得‧克魯泡特金（p. 119）。这个版本也是第一个所有卷同时出版的版本，而不是一卷接着一卷出版的。此版已被纳入公有领域，其内容可在encyclopedia.jrank.org（页面存档备份，存于）及1911encyclopedia.org網站上查看。（实体书仍在classiceb.com（页面存档备份，存于）发售）此版的献辞中有美国总统的名字，并删去了相关的负面内容，成为此后《大英百科全书》的常态（p. 53）。
而后《大英百科全书》的版权和商标又被卖给西尔斯百货，出版地移至美国伊利诺斯州的芝加哥。第十二和十三版均以三卷补充卷的形式出版，它们必须与第十一版一起使用。1929年出版的第十四版又一次作出大幅改动。不仅卷数减少，且文章篇幅更短，使其作为更方便的工具书。但也有人批评其删除了不利于天主教教会的内容。从第十四版开始，《大英百科全书》放弃一直采用的“10年一次”的再版制，而改为“每年修订10%条目”的连续修订制。
1941年，喜尔斯百货商店将其版权赠与芝加哥大学。从1943年起，威廉·班顿任主编，直至1973年逝世，此后他妻子继任，直到1974年逝世。
1974年，《大英百科全书》第十五版问世，它在结构上有较多的改进，出版商称其为“革命”。全书共30卷，包括1卷“百科类目”，19卷“百科详编”和10卷“百科简编”。其中增添了许多新兴的科技类条目从而使得其国际性增强，但是同时伴随的检索性降低遭到外界批评（p. 147）。
1985年，《大英百科全书》又推出“革新版”。卷数增至32，包括1卷“百科类目”、17卷“百科详编”、12卷“百科简编”和2卷“索引”（pp. 147-148）。
1996年1月，瑞士亿万富翁雅各布·萨弗瑞买下了《大英百科全书》的版权。
2012年3月13日，大英百科全书宣布停止印刷版发行，全面轉向电子化。
2018年6月7日，大英百科全书发布了Google Chrome的扩展程序Britannica Insights。

## 光碟版和网页版
20世纪80年代，微软提出要和《大英百科全书》出版方合作，出版CD-ROM形式的百科全书。但出版方認為自己有能力占有市场，且获得足够利润，因此拒绝了微软的建议。《大英百科全书》的高级经理认为，这套百科全书是一种代代相传的名誉商标，CD-ROM版本无法与其竞争，亦无法做出增补。因此微软决定与科里爾百科全書合作，创立了Encarta。
1990年，《大英百科全书》的总销售额达到6.5亿美元，也是它目前保持的纪录。1993年，上市，作为回应《大英百科全书》也开始出售CD-ROM版。然而，CD-ROM版的利润无法与印刷版相比，前者的内容甚至可以在互联网上免费使用。
前《大英百科全书》的主编罗伯特·玛切里认为，《大英百科全书》未能在早期利用优势发展电子百科全书。事实上，世界上第二部多媒体百科全书《康普顿百科全书》就是由《大英百科全书》出版社在1989年出版的。但是《大英百科全书》直到1994年都未出版版，使得抢占先机。玛切里认为这是高管人员的重大失误。
2004年，大英百科全书公司和台灣的遠流/智慧藏學習科技公司合作，依据2002年推出的英文版本，编纂了一部中英對照的線上版本，這也是大英百科全書公司成立以來的第一部雙語產品。不過其已於2015年1月15日關閉网站并终止服务。

## 竞争
时至今日，《大英百科全书》最大的竞争者是互联网上的信息。许多人更喜欢使用搜索引擎（如Google、雅虎等）来搜索他们需要的信息，不过这样的信息往往缺少组织和结构，显得零乱，而《大英百科全书》则可以单一来源提供众多组织严谨的信息。
其它竞争者包括维基百科。《大英百科全书》与维基百科从质量上来比较是很困难的。2005年12月14日《自然》（Nature）对两个百科全书间41篇科学内容的文章进行比较，指出维基百科含有162个错误，《大英百科全书》含有123个错误。《大英百科全书》指责《自然》的比较行为犯了严重错误，首先，《自然》指出有错误的文章不全部源自《大英百科全书》，其中有两篇文章取自《大英百科全书》的周年纪念册，有两篇取自《康普顿百科全书》，另有一篇来源不明。此外，有些文章是由《大英百科全书》的数篇文章片段组成的，有些被《自然》说成是错误的，实际上并非是内容错误（比如拼写错误）。《自然》堅持它的比较結果，否认结果有错这一说法。
《大英百科全书》与其它印刷版的百科全书也难分高下。比如，1994年，认为《大英百科全书》位于大多数其它百科全书之上，但不如《大美百科全书》（Encyclopedia Americana）、《世界图书百科全书》（World Book Encyclopedia）和《康普顿百科全书》（Compton's Encyclopedia）。

## 目前版本

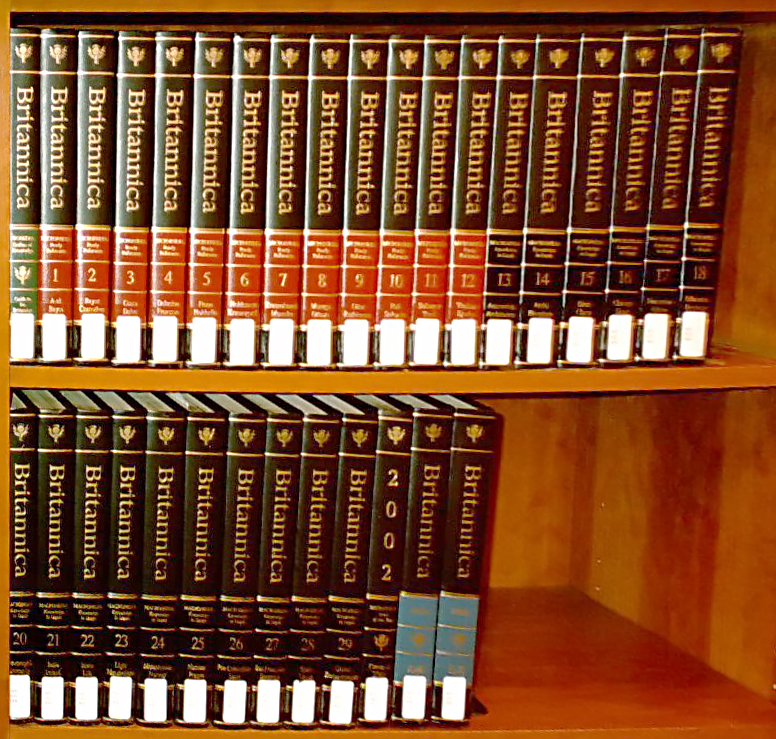
第十五版（含兩冊索引）

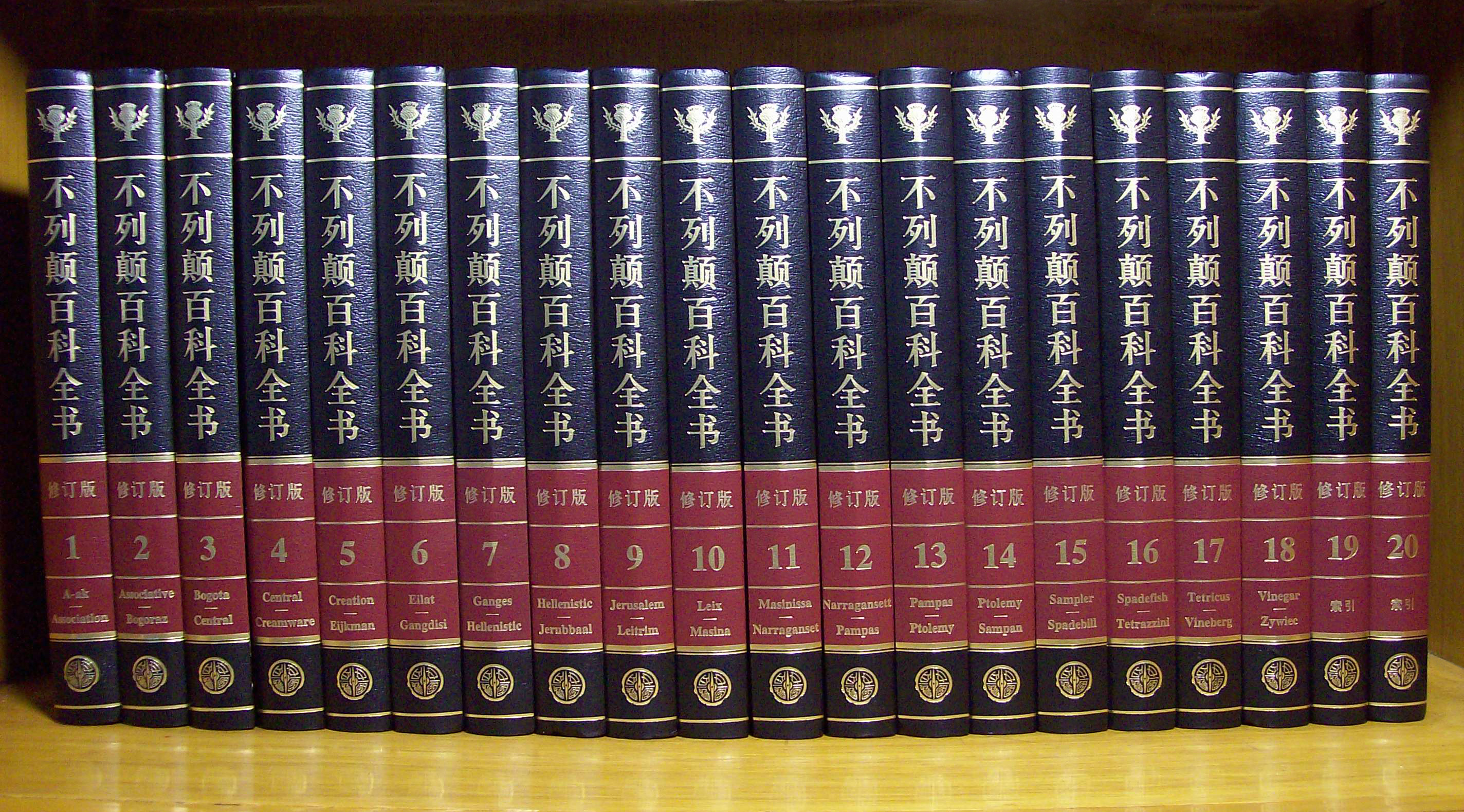
不列颠百科全书（国际中文版）（修訂版）全20冊

《大英百科全书》的目前版本有四千多名作者，其中包括米尔顿·弗里德曼、迈克尔·E·德巴基、卡尔·萨根等學者。在莫迪默·阿德勒的指导下，目前1974年首版的第15版不像过去那样按照字母排列，而是分三部分。第一部分是一部一卷的结构性的目录；第二部分是百科簡編（Micropædia），為一部12卷的比较短的文章（大多数一至五段）；第三部分是一部17卷的长文章，这些长文章的长度可以从数页达300多页。短文章中包括许多指向长文章或其它短文章的注释。长文章包括国家、科学学科等等，提供详细的信息。它们往往分许多章节，然而这些章节本身就足以在其它百科全书中构成独立的文章了。这样做的目的在于使得知识系统化和阐明各个内容之间的关系。1985年又增加了两卷目录，此后出版的印刷版都是对第十五版的更新。在过去三年中，有46%的内容被更新。2009年夏季出版的2010版本是最後的印刷版。(大英百科全書2010書本版)
2014年的版包括6,672万多个词和121,102篇文章，其中包括85,555篇《大英百科全书》的文章，以及《大英学生百科全书》的17,964篇文章、《大英基本百科全书》的3,338篇文章，和1993年至2012年间的14,153篇文章，以及过去版本的文章，还含有辅助内容，如地图、录像、录音、动画和网上链接等，同时提供词典等工具。网上版目前有20万多篇文章，每月更新，还有《纽约时报》、英国广播公司的新文章的超链接。订阅费为每年34.95美元，学校和图书馆訂閱有特惠价。
当时的主编之一还有汉学家戴尔·豪依柏格。
此外，大英百科全书出版社还出版一些缩减的百科全书，以及专业工具书。

## 版本历史
| 版本        | 出版时间                           | 卷数               | 主编                           |
| ----------- | ---------------------------------- | ------------------ | ------------------------------ |
| 第1版       | 1768年–1771年                      | 3卷                | 威廉·斯梅利                    |
| 第2版       | 1777年–1784年                      | 10卷               | 詹姆斯·提特勒                  |
| 第3版       | 1788年–1797年                      | 18卷               | 科林·麦克法卡尔和乔治·格雷戈   |
| 第3版补充版 | 1801年，修订于1803年               | 2卷                | 乔治·格雷戈                    |
| 第4版       | 1801年–1810年                      | 20卷               | 詹姆斯·米拉                    |
| 第5版       | 1815年                             | 20卷               | 詹姆斯·米拉和托马斯·波纳       |
| 第6版       | 1820年–1823年，补充卷1815年–1824年 | 20卷 + 6补充卷 1   | 查尔斯·麦克莱伦和麦克维·奈皮尔 |
| 第7版       | 1830年–1842年                      | 21卷               | 麦克维·奈皮尔                  |
| 第8版       | 1852年–1860年                      | 22卷 2             | 托马斯·斯图亚特·特莱尔         |
| 第9版       | 1875年–1889年                      | 25卷 3             | 托马斯·斯宾瑟·拜恩斯           |
| 第10版      | 1902年–1903年                      | 第9版 + 11卷补充 4 | 唐纳德·沃莱斯等                |
| 第11版      | 1910年–1911年                      | 29卷               | 休·奇斯霍尔姆                  |
| 第12版      | 1921年–1922年                      | 第11版 + 3卷补充 5 | 休·奇斯霍尔姆                  |
| 第13版      | 1926年                             | 第11版 + 3卷补充 6 | 詹姆斯·路易斯·加尔温           |
| 第14版      | 1929年–1973年                      | 24卷 7             | 詹姆斯·路易斯·加尔温等         |
| 第15版      | 1974年–1984年                      | 30卷 8             | 莫迪默·阿德勒等                |
| 第15版      | 1985年–2010年                      | 32卷 9             | 莫迪默·阿德勒等                |

| 注释 第1版不收录人物条目。第2版正值美国独立战争，但书中丝毫没有反映。 1 第4、5、6版的补充卷，包括科学史的原始文章 2 第7和14版包括独立的目录卷 3 第9版包括詹姆斯·克拉克·麦克斯韦关于电和磁以及开尔文男爵关于热的文章 4 第10版包括一卷地图和第9和第10卷的目录 5 第30至32卷 6 这个补充取代了以前的补充 7 从这个版本开始有不断进行的修正 8 分三部分 9 1985年目录被从第一部分分出，独自成为两卷。第三部分的文章加强，加长，少数中幅度的文章被移动到第二部分 |

### 紙本走入歷史
歷經了244年的漫長歲月，《大英百科全書》2012年3月13日宣佈，目前市面上庫存的紙本百科全書賣完後，將不再推出印刷版，內容全面數位化。為紀念印刷版本的「光榮退役」，《大英百科全書》網站自3月13日起提供一周的免費瀏覽。

## 閱讀者
世间不乏把《大英百科全書》完整读完的人，例如，卡扎爾王朝君王法阿里曾讀完第三版，美國商人Amos Urban Shirk花了4年半，读完共23冊的1911年版，除此之外還有愛爾蘭劇作家蕭伯納、美國物理學家費曼、英國小說家塞西尔·斯科特·福雷斯特等（p. 364）。2006年，一位任職《君子雜誌》（Esquire）的記者A·J·賈各布斯花了一年多的時間，看完3萬3千頁的2002年版，並把读后感寫成一本書《我的大英百科狂想曲》（The Know-It-All: One Man's Humble Quest to Become the Smartest Person in the World）。王雲五在19歲時購得《大英百科全書》，约三年中几乎每日翻读两三个小时。胡适稱王云五是“有脚的百科全书”。

## 延伸閱讀
- Einbinder, Harvey. . New York: Grove Press. 1964. ISBN 978-0384140509.
- Jacobs, Arnold Stephen, Jr. . New York: Simon & Schuster. 2004. ISBN 978-0743250627.
- Kister, Kenneth F.  2nd. Phoenix, AZ: Oryx Press. 1994. ISBN 978-0897747448.
- Kogan, Herman. . Chicago: University of Chicago Press. 1958. LCCN 58-0 – 00.
- Lee, Timothy. Techdirt Interviews Britannica President Jorge Cauz, Techdirt.com, 2 June 2008
- Greenstein, Shane, and Michelle Devereux (2006).  "The Crisis at Encyclopædia Britannica" case history, Kellogg School of Management, Northwestern University.